# Area di contatto

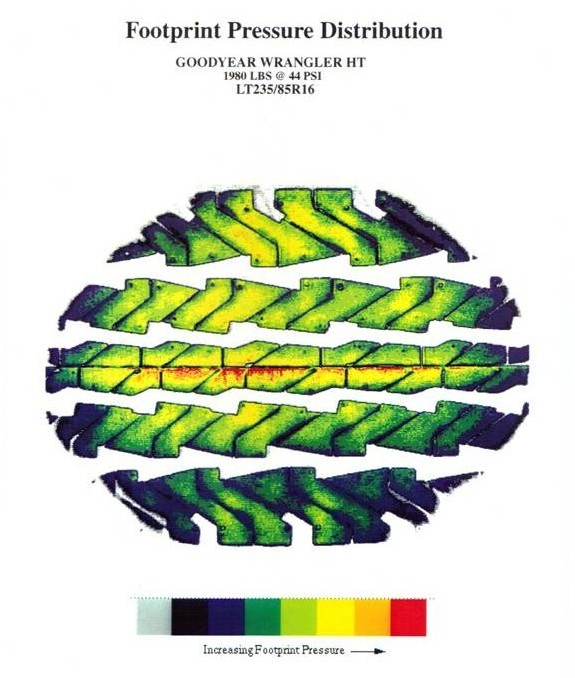
Distribuzione a colori delle pressioni in base all'intensità

L'area di contatto è la porzione della ruota di un veicolo che è in contatto effettivo con la superficie stradale. È più comunemente utilizzato nella trattazione di pneumatici pressurizzati, dove il termine è strettamente usato per descrivere la porzione di battistrada dello pneumatico che tocca la superficie stradale ma non di rado si riferisce al contatto tra la ruota ferroviaria e la rotaia. Nel primo caso, il termine "impronta" è usato quasi come sinonimo.

## Dimensione dell'area di contatto
La superficie di contatto è l'unico collegamento tra la strada e il veicolo.

### Pneumatici in gomma
La dimensione e la forma della superficie di contatto, così come la distribuzione della pressione nella zona di contatto, sono importanti per la qualità di guida e le prestazioni del veicolo. Poiché le caratteristiche di usura degli pneumatici sono un settore altamente competitivo tra i produttori di pneumatici, gran parte della ricerca che verte proprio sulla valutazione della relativa zona di contatto ed è considerata di prioritaria rilevanza e, quindi, molto poco viene pubblicato sull'argomento.